# Kurzrickenbach
Kurzrickenbach è una frazione del comune svizzero di Kreuzlingen, nel Canton Turgovia (distretto di Kreuzlingen).

## Geografia fisica
Kurzrickenbach si affaccia sul lago di Costanza.

## Storia

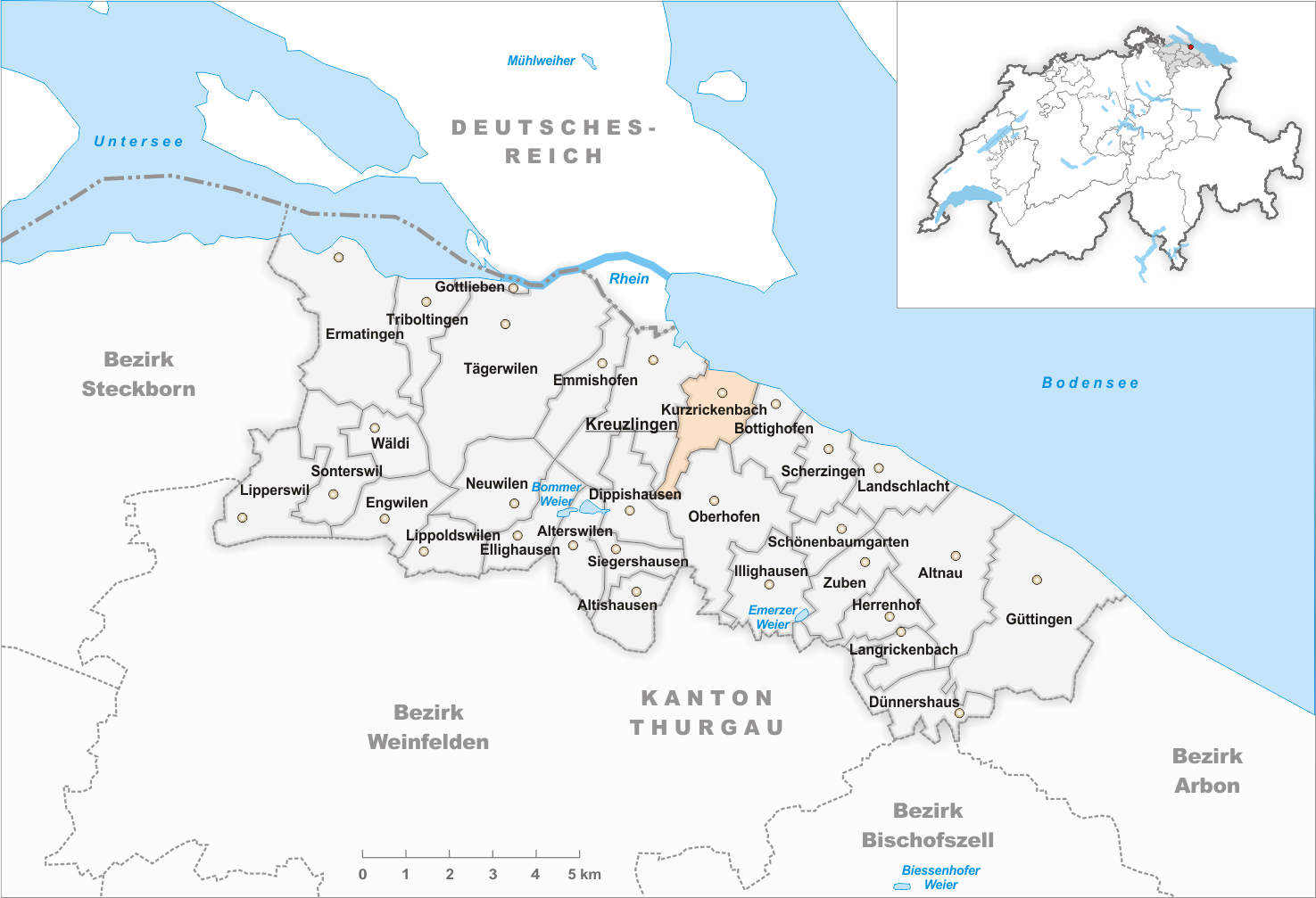
Il territorio del comune di Kurzrickenbach prima degli accorpamenti comunali del 1927

Già comune autonomo (Ortsgemeinde), nel 1927 è stato aggregato al comune di Kreuzlingen.

## Monumenti e luoghi di interesse

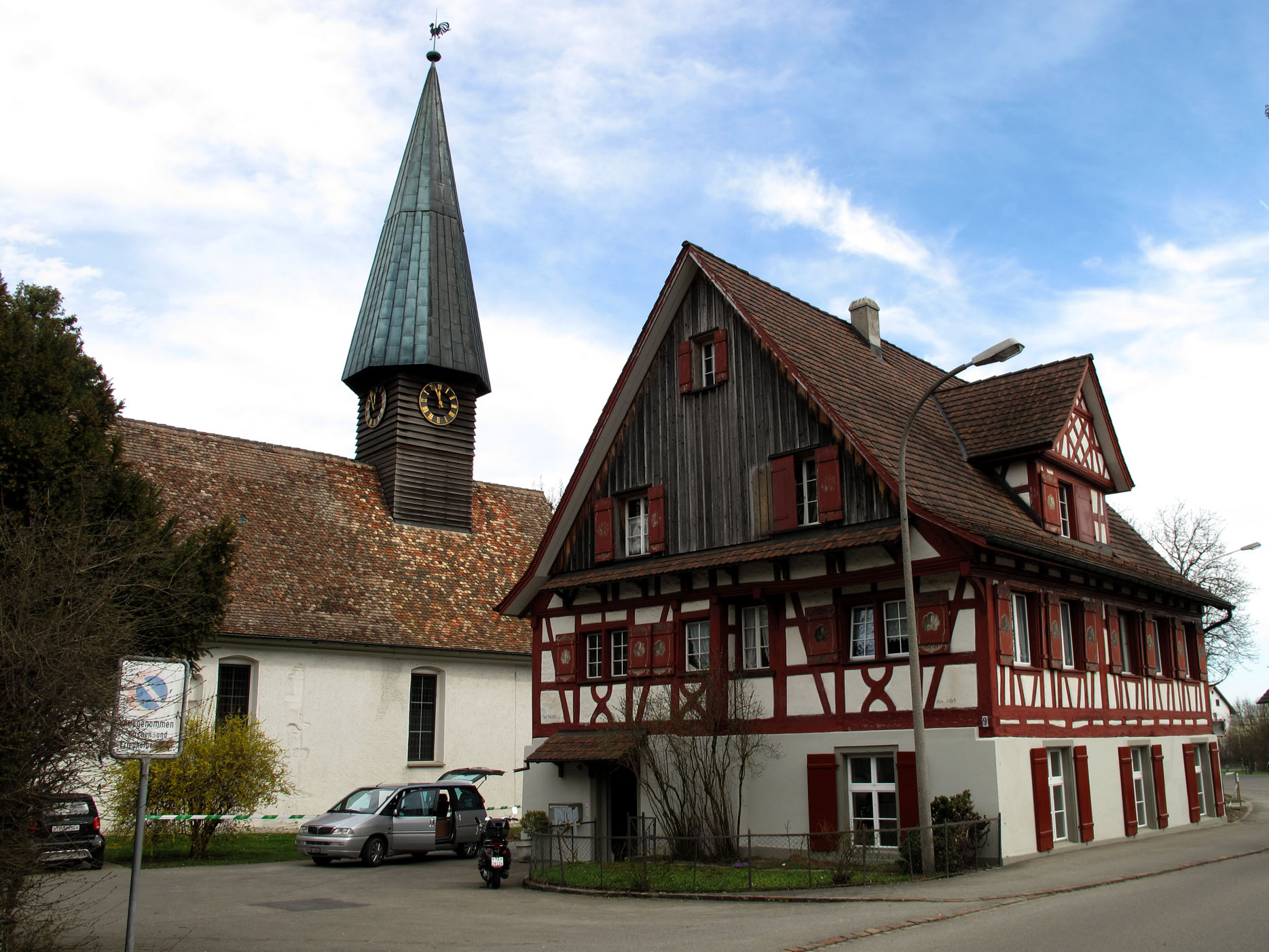
La chiesa riformata di San Pietro

- Chiesa riformata di San Pietro, eretta nel 1157[1].

## Società

### Evoluzione demografica
L'evoluzione demografica è riportata nella seguente tabella:
Abitanti censiti

## Amministrazione
Ogni famiglia originaria del luogo fa parte del cosiddetto comune patriziale e ha la responsabilità della manutenzione di ogni bene ricadente all'interno dei confini della frazione.

## Infrastrutture e trasporti
Kurzrickenbach è servito dalla stazione di Kurzrickenbach Seepark sulla ferrovia Sciaffusa-Rorschach.